# 安卡瓦西區
安卡瓦西區（西班牙語：Distrito de Ancahuasi），是秘魯的一個區，位於該國南部庫斯科大區的安塔省，始建於1986年9月15日，面積123.58平方公里，海拔高度3,435米，2005年人口7,543，人口密度每平方公里61人。